# アイアン・デューク (戦艦)
|          | |
| 艦歴     | |
| 発注:    | 1911年 |
| 起工:    | 1912年1月12日 |
| 進水:    | 1912年10月12日 |
| 就役:    | 1914年3月 |
| 退役:    | 1946年 |
| その後:  | スクラップとして売却                                                                                              |
| 除籍:    | 1948年 |
| 性能諸元 | |
| 排水量:  | 基準：25,000トン、 満載：30,380トン                                                                               |
| 全長:    | 622 ft 9 in |
| 全幅:    | 90 ft |
| 吃水:    | 32 ft 9 in |
| 機関:    | パーソンズ式蒸気タービン4基 ヤーロウ缶18缶4軸推進 29,000 馬力                                                     |
| 最大速:  | 21.25ノット |
| 兵員:    | 925名 |
| 兵装:    | 45口径13.5インチ連装砲 5基 45口径6インチ単装砲 12 門 20口径3インチ単装高角砲 2門 21インチ水中発射型魚雷発射管 4基 |

アイアン・デューク（英: HMS Iron Duke）は、イギリス海軍の戦艦。アイアン・デューク級戦艦の1番艦。艦名はワーテルローの戦いでナポレオンを破った初代ウェリントン公爵アーサー・ウェルズリーの愛称にちなむ。
第一次世界大戦ではユトランド沖海戦に参加した。
海軍休日時代、1930年締結のロンドン軍縮条約により戦艦から練習艦に類別変更された。第二次世界大戦終結後、解体された。

## 艦歴
「アイアン・デューク」は1912年1月12日にポーツマスで起工された。1914年3月の就役後は、ジョージ・キャラハン提督の旗艦として本国艦隊に所属した。1914年8月の第一次世界大戦開戦に伴いキャラハン提督はジョン・ジェリコー提督と交代する。本国艦隊は戦時編成において「グランドフリート Grand Fleet」と海峡艦隊に改編され、ジェリコー大将は8月4日付で新編成の「大艦隊」司令長官に任じられた。1916年5月31日、「アイアン・デューク」（フレデリック・チャールズ・ドレーヤ艦長）はジェリコー大将の旗艦としてユトランド沖海戦に参加、ドイツ帝国海軍の大洋艦隊と対決した（ユトランド沖海戦、戦闘序列）。戦艦部隊のほぼ中央を占位しつつ、主砲90発を放ち、ドイツ戦艦「ケーニヒ」に命中弾7発を与えたほか、ドイツ駆逐艦S35を撃沈する成果を挙げた。その後1916年12月、ジェリコー大将は海軍第1本部長に任命され、本艦は後任の「大艦隊」司令長官デヴィッド・ビーティ提督の旗艦となるが、旗艦は間もなく戦艦「クイーン・エリザベス」へ変更された。
戦後「アイアン・デューク」は地中海艦隊に配属され、ジョン・デ・ローベック提督の旗艦となる。
1922年2月に締結されたワシントン海軍軍縮条約では、保有を許された。
「アイアン・デュークは」1929年に退役するまで地中海艦隊、大西洋艦隊での任務に従事した。1930年4月締結のロンドン海軍軍縮条約により、イギリス海軍は本艦の武装を一部撤去し、練習艦として保有することになった。1937年5月20日、ジョージ6世戴冠記念観艦式に参加した。
1939年9月に第二次世界大戦が勃発すると、スカパ・フローで浮き砲台として用いられた。同年10月14日、スカパ・フローに侵入したU47（ギュンター・プリーン艦長）の雷撃でR級戦艦「ロイヤル・オーク」が沈没したあと、ドイツ空軍 (Luftwaffe) は戦果拡大を狙って空襲を敢行する。10月17日、同泊地において本艦は第30爆撃航空団に所属するJu88少数機の爆撃を受け、至近弾で被害を受けた。
1940年3月16日、第26爆撃航空団に所属するHe 111爆撃機がスカパ・フローを攻撃し、本艦は重巡洋艦「ノーフォーク」と共に被害を受けた。その後、再浮揚され大戦の終わりまで使用された。1946年にスクラップとして売却され、1948年にグラスゴーで解体された。「アイアン・デューク」の船内時鐘はウィンチェスター大聖堂に展示されている。

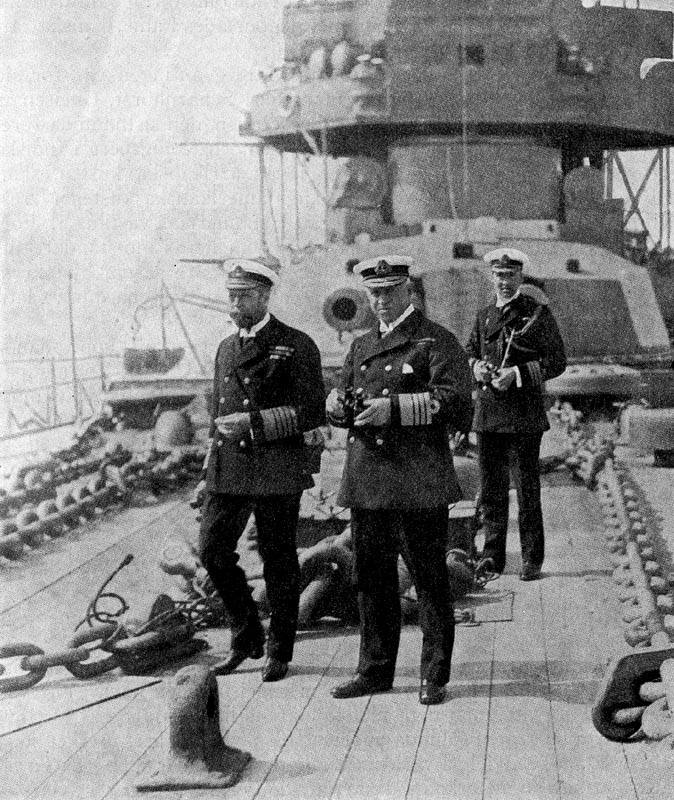
アイアン・デューク艦上のジョージ5世とキャラハン提督